# Ист Меримак (Њу Хемпшир)
Ист Меримак (енгл. East Merrimack) насељено је место без административног статуса у америчкој савезној држави Њу Хемпшир.

## Демографија
По попису из 2010. године број становника је 4.197, што је 413 (10,9%) становника више него 2000. године.
| Група             | 2000.         | 2010.         |
| Белци             | 3.559 (94,1%) | 3.824 (91,1%) |
| Афроамериканци    | 38 (1,0%)     | 54 (1,3%)     |
| Азијати           | 78 (2,1%)     | 78 (1,9%)     |
| Хиспаноамериканци | 66 (1,7%)     | 146 (3,5%)    |
| Укупно            | 3.784         | 4.197         |